# دومینیک تیم
دومینیک تیم (انگلیسی: Dominic Thiem؛ زادهٔ ۳ سپتامبر ۱۹۹۳) یک تنیس‌باز اهل اتریش است.
وی در مسابقاتUS open 2020 (تنیس آزاد آمریکا) 
در حالی که اکثر بازیکنان بزرگ دنیا به دلیل شیوع ویروس کرونا در این مسابقات شرکت نکرده بودند و نواک جوکوویچ هم به دلیل پرتاب اشتباهی توپ به سمت داور از مسابقات کنار گذاشته شده بود توانست با شکست الکساندر زورف آلمانی به مقام قهرمانی برسد و اولین قهرمانی گرنداسلم خود را به دست آورد.

## سال ۲۰۱۶
دومینیک تیم در سال ۲۰۱۶ عملکردی عالی داشت و توانست در این سال ۴ عنوان قهرمانی ATP را به دست آورد. وی توانست در رقابت‌های تنیس اشتوتگارت با غلبه بر فیلیپ کولشرایبر آلمانی در فینال به قهرمانی برسد. او در نیمه نهایی بازی‌ها راجر فدرر را شکست داد. وی بعدها پیروزی برابر راجر فدرر را رؤیایی توصیف کرد.

## سال ۲۰۱۸: اولین فینال گرند اسلم
در اواخر دسامبر ۲۰۱۷، گالو بلانکو به جمع مربیان تیم اضافه شد. تیم فصل را در اوپن قطر آغاز کرد و به نیمه نهایی رسید، جایی که او در بازی مقابل گائل مونفیس به علت بیماری کنار رفت. در اوپن استرالیا، دومینیک جویدو پلا و دنیس کولدا را در دور اول و دوم شکست داد. او موفق به پیروزی در دور سوم برابر آدریان مانارینو شد، اما در چهارمین مسایقه مقابل تنیس ساندگرن شکست خورد. این همان نتیجهٔ سال گذشته تیم در اوپن استرالیا بود.
تیم در اواسط فوریه ۲۰۱۸ دومین عنوان قهرمانی خود را در اوپن آرژانتین و نهمین عنوان قهرمانی دوران حرفه ای خود را با شکست دادن هورسیو زیبالوس، پلا، مونفیلز و آلجاج بئینگی بدست آورد. این اولین عنوانش در نزدیک به یک سال اخیر بود.
در ایندین ولز، او در دور دوم مسابقات در برابر استفانوس تسیتسیپاس پیروز شد. در دور سوم مقابل پابلو کویواس، در پایان اولین ست که ۶–۳ به نفعش تمام شد، مچ دستش آسیب دید. او ست دوم را ۴–۶ واگذار کرد و در سومین ست به دلیل آسیب دیدگی مچ پا از ادامه رقابت انصراف داد.
در اوپن فرانسه، تیم پس از شکست ایلیا ایاشکا، استفانوس تسیتسیپاس و متئو برتینی در دور چهارم با کی نیشیکوری دو ست اول را ۶–۲، ۶–۰ برد و ست سوم را واگذار کرد. با این حال، تیم توانست با پیروزی ۶–۴ در ست چهارم حریف را حذف کند. در مرحله یک چهارم نهایی، او الکساندر زورف را با نتیجه ۶–۴، ۶–۲، ۶–۱ شکست داد و در سومین نیمه نهایی خود در اوپن فرانسه توانست با غلبه بر مارکو سسچیناتو به اولین فینال گرند اسلم راه یابد. او سپس در فینال به رافائل نادال باخت و موفق به کسب اولین گراند اسلم نشد.

## زندگی شخصی
دومینیک تیم بین سال های ۲۰۱۷ تا ۲۰۱۹ با کریستینا ملادنوویچ، تنیسور فرانسوی در ارتباط بود.